# John Hancock (Versicherungsunternehmen)
Die John Hancock Life Insurance Company ist ein US-amerikanischer Versicherer mit Sitz in Boston, Massachusetts. Das Unternehmen gehört seit 2003 zum kanadischen Versicherungs- und Finanzdienstleistungskonzern Manulife Financial.

## Geschichte und Hintergrund
1862 wurde die Geschäftsaufnahme der John Hancock Mutual Life Insurance Company seitens des Gouverneurs John Albion Andrew genehmigt. Bei der Namenswahl stand einer der Gründerväter der Vereinigten Staaten, der dritte Präsident des Kontinentalkongresses und Erstunterzeichner der Unabhängigkeitserklärung John Hancock, Pate, mit dessen Namen Hingabe und Integrität verbunden wurden. In den folgenden Jahren variierte teilweise die Bezeichnung des Unternehmens, das zu einem der größten Lebensversicherungs- und Altersvorsorgeunternehmen der Vereinigten Staaten anwuchs und auch nach Kanada expandierte. 2000 wandelte der vormalige Versicherungsverein seine Rechtsform und ging als Aktiengesellschaft an die Börse. 2003 wurde der Konzern vom kanadischen Konkurrenten Manulife übernommen, die Übernahme im April 2004 mit dem Delisting von der New York Stock Exchange abgeschlossen, in diesem Zusammenhang wurde die kanadische Tochter Maritime Life mit Sitz in Halifax mit der kanadischen Versicherungstochter des Manulife-Konzerns verschmolzen.
John Hancock hat traditionell seinen Firmensitz im Bostoner Stadtviertel Back Bay. Ab 1922 war die Firma in der Clarendon Street ansässig, 1947 zog sie in die Berkely Street um. Ab 1971 wurde ein Wolkenkratzer in der Straße als neuer Firmensitz gebaut, der fünf Jahre später bezogen wurde. Mit Fertigstellung löste das Hochhaus den Prudential Tower als höchstes Gebäude der Stadt ab. Bis Juli 2015 diente das Gebäude als Firmenzentrale, so dass das heute offiziell als 200 Clarendon bezeichnete Gebäude im Volksmund weiterhin als John Hancock Tower firmiert.
Im Herbst 2018 machte John Hancock international Schlagzeilen, als der Neuabschluss von Lebensversicherungspolicen nur noch in Verbindung mit Fitnesstracking angeboten wurde. Bereits drei Jahre zuvor hatte der Versicherer diesbezüglich eine exklusive Partnerschaft mit Vitality eingegangen.